# Münchner Münzvertrag

Mitglieder des Süddeutschen Münzvereins

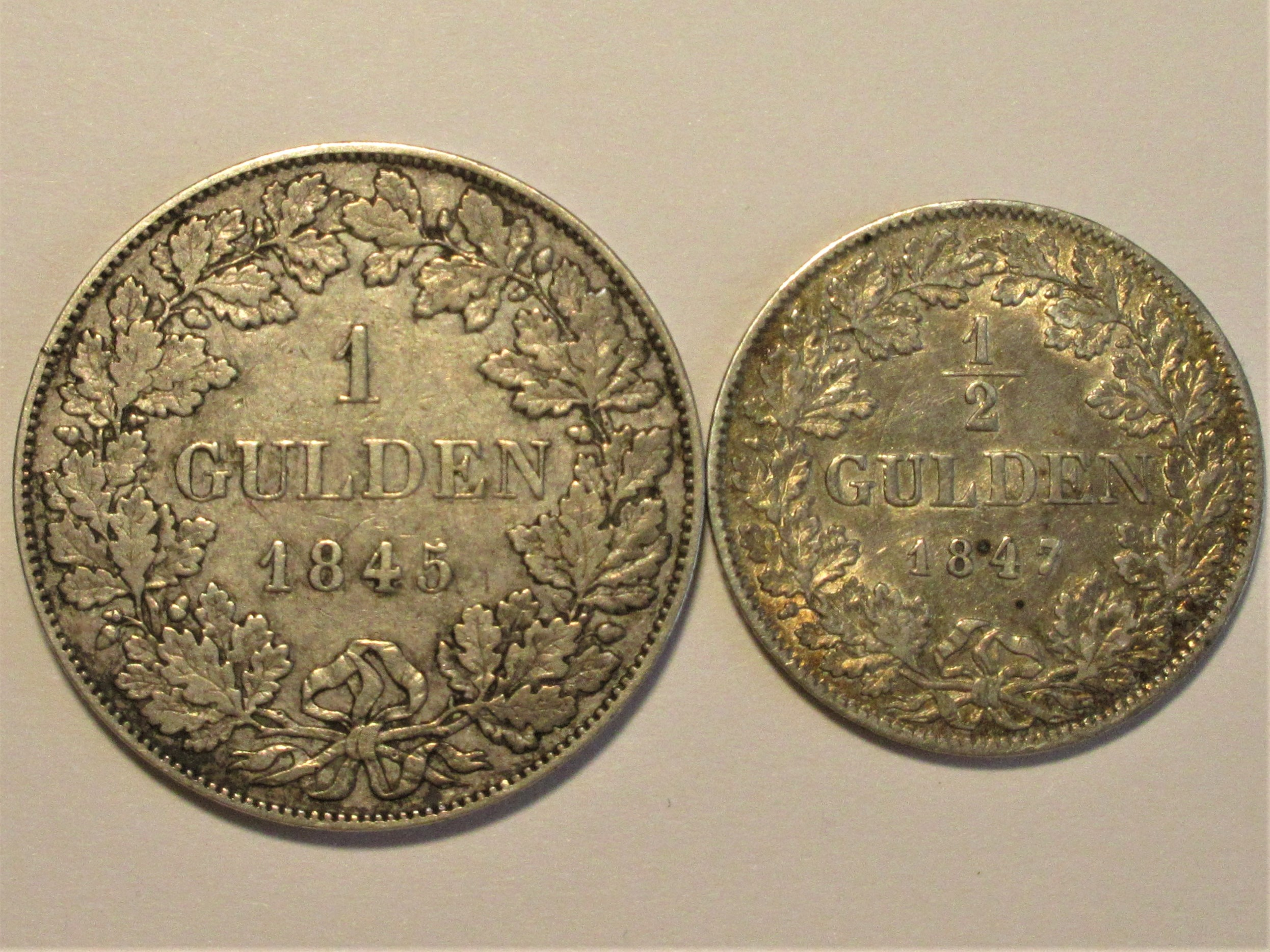
Gulden und Halbgulden nach den Festlegungen des Münchner Vertrages

Mit dem Münchner Münzvertrag wurde 1837 der Süddeutsche Münzverein gegründet. Mit ihm harmonisierten die süddeutschen und einige mitteldeutschen Staaten ihr Münzsystem. Der Münchner Münzvertrag wurde durch die Süddeutsche Münzkonvention von 1845 fortgeschrieben.

## Anlass
Schon im 17. und 18. Jahrhundert hatten verschiedene deutsche Staaten versucht, die wichtigsten Parameter für ihre Münzprägungen zu harmonisieren. Anlass für die Verabschiedung des Münchner Münzvertrages war die Abwertung der Halb- und Viertelguldenmünzen des Kronentalerfußes durch Baden. Die Silbermünzen im 24-Guldenfuß der süddeutschen Staaten hatten durch umlaufbedingten Abrieb erheblich an Gewicht verloren, so dass sie im Durchschnitt einem 24½-Guldenfuß entsprachen. Mit der Abwertung sollte der reale und der Nominalwert wieder stärker in Übereinstimmung gebracht werden.

## Mitgliedsstaaten
Den Süddeutschen Münzverein haben die folgenden Staaten mitgegründet: Bayern, Württemberg, Baden, Hessen-Darmstadt, Nassau und die Freie Stadt Frankfurt.
In den Jahren 1838 und 1839 traten Sachsen-Meiningen, Hohenzollern-Sigmaringen, Hohenzollern-Hechingen, Hessen-Homburg und Schwarzburg-Rudolstadt dem Münzvertrag bei. Der Süddeutsche Münzverein bestand bis zur Einführung der Reichswährung 1871.

## Vertragsinhalt

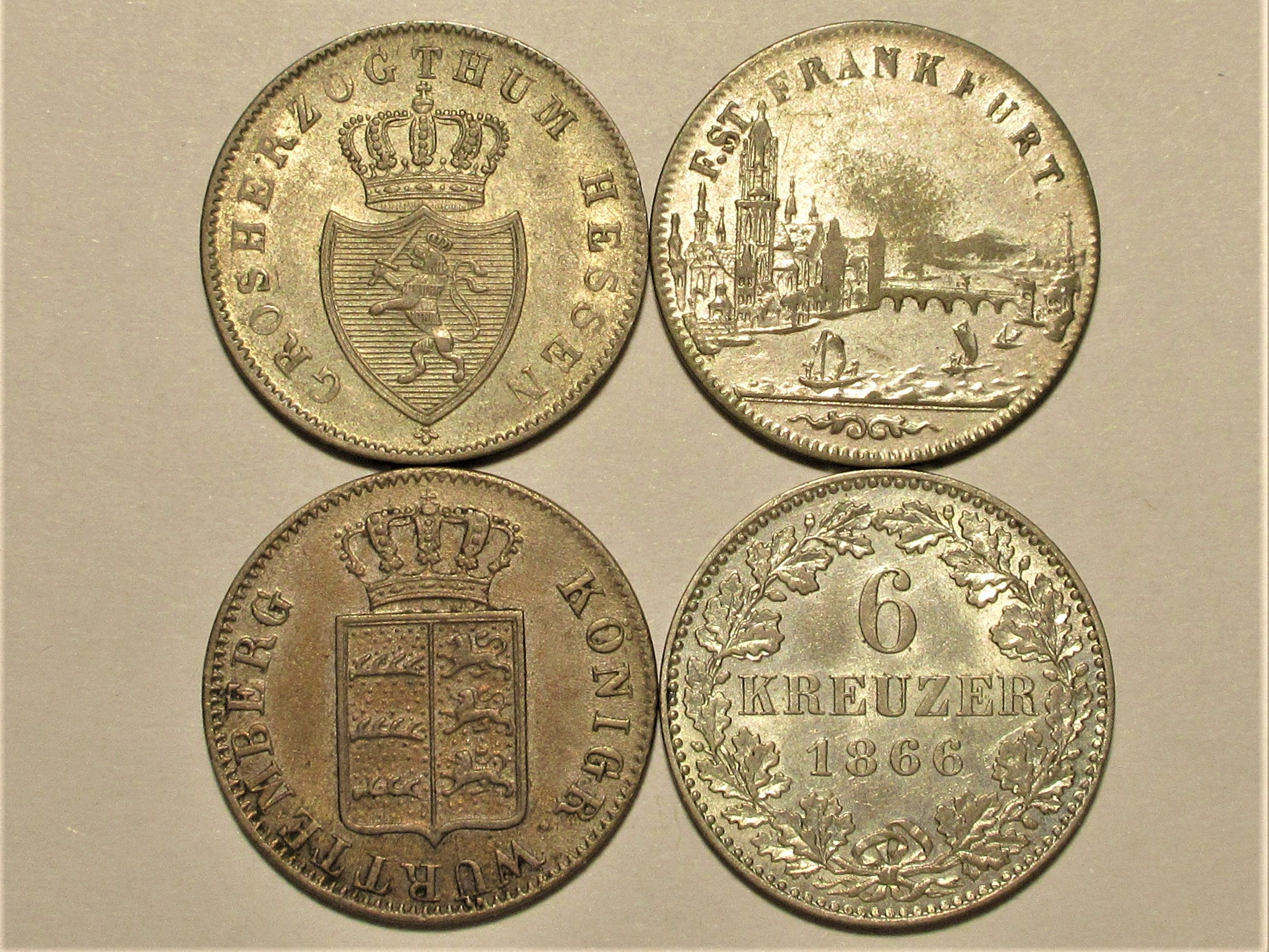
6 Kreuzer aus Hessen-Darmstadt, Frankfurt, Württemberg und einheitliche Wertseite

Als Münzgrundgewicht wurde in Artikel X die Kölner Mark mit 233,855 Gramm festgelegt. Aus diesem Münzgrundgewicht wurden 24½ Gulden geprägt (Artikel II des Vertrages), der Gulden gemäß Artikel III in 60 Kreuzer unterteilt. In einer gesonderten Vereinbarung neben dem Münchner Vertrag wurden auch Vereinheitlichungsgrundsätze für die größeren Silberkleinmünzen verabredet.

## Wirkungen
Mit der Harmonisierung des eigenen Münzsystems vereinheitlichte der Süddeutsche Münzverein nicht nur den Wert des Guldens innerhalb des Vertragsgebietes, sondern schuf zudem die Grundlage für die Währungsharmonisierung mit den norddeutschen Staaten durch den Dresdner Münzvertrag von 1838. 1,75 Gulden standen nun in einem festen Verhältnis zu einem Taler. Auch die größeren silberhaltigen Kleinmünzen wurden hinsichtlich der Gestaltung, der Maße und ihrem Silbergehalt vereinheitlicht, um Hemmnisse in ihrer gegenseitigen Annahmefähigkeit zu beseitigen. Das Verhältnis zwischen dem Gulden und den Kreuzern war nun ein festes. Zuvor hatten die süddeutschen Staaten den Gulden zwar grundsätzlich schon in 60 Kreuzer geteilt, gelegentlich aber auch mehr als 60 Kreuzer auf den Gulden gerechnet. Die Verhältnisse unterhalb des Kreuzers blieben dagegen ungeregelt. Der Heller konnte in dem einen Mitgliedsstaat dem Pfennig (Stadt Frankfurt, Hessen-Darmstadt) und in einem anderen Mitgliedsstaat einem halben Pfennig (Bayern) entsprechen. Andere Mitgliedsstaaten verzichteten auf die Nominalbezeichnungen "Pfennig" und "Heller" und bezeichneten die kleinsten Kupferkleinmünzen als Brüche zum Kreuzer (1/4 und sogar 1/8 Kreuzer in Schwarzburg-Rudolstadt).